# Karl Meißner (Politiker, 1890)
Karl Meißner (* 1. Dezember 1890 in Widdern, Württemberg; † 9. März 1965) war ein hessischer Politiker (SPD) und Abgeordneter des Hessischen Landtags.

## Ausbildung und Beruf
Karl Meißner machte nach dem Besuch der Volksschule zwischen 1905 und 1908 eine Gärtnerlehre und arbeitete bis 1927 im erlernten Beruf. 1925 bis 1926 besuchte er die Akademie der Arbeit. Ab 1927 war er hauptamtlicher Gewerkschaftsangestellter und wurde 1933 aus politischen Gründen entlassen, mehrfach verhaftet und unter Polizeiaufsicht gestellt. Danach war er bis 1946 selbständig als Gärtner tätig. Seit 1946 arbeitete er wieder hauptamtlich in der Gewerkschaft ÖTV.

## Politik
Karl Meißner war seit 1908 Mitglied der Gewerkschaft und der SPD. Er war Mitglied des Gesamtbetriebsrates der Stadtverwaltung Frankfurt am Main und ab 1924 dessen Vorsitzender. Bis 1933 war er Gemeindevertreter in Frankfurt-Griesheim.
Nach 1945 war er Mitbegründer der SPD im Obertaunuskreis. Für die SPD war er bis 1952 Mitglied der Stadtverordnetenversammlung Oberursel. Gleichzeitig war er seit 1946 Mitglied des Kreistags Obertaunus und führte dort die SPD-Fraktion.
Vom 1. Dezember 1950 bis zum 30. November 1962 war er Mitglied des Hessischen Landtags.